# Peter Andrew Kwasniewski

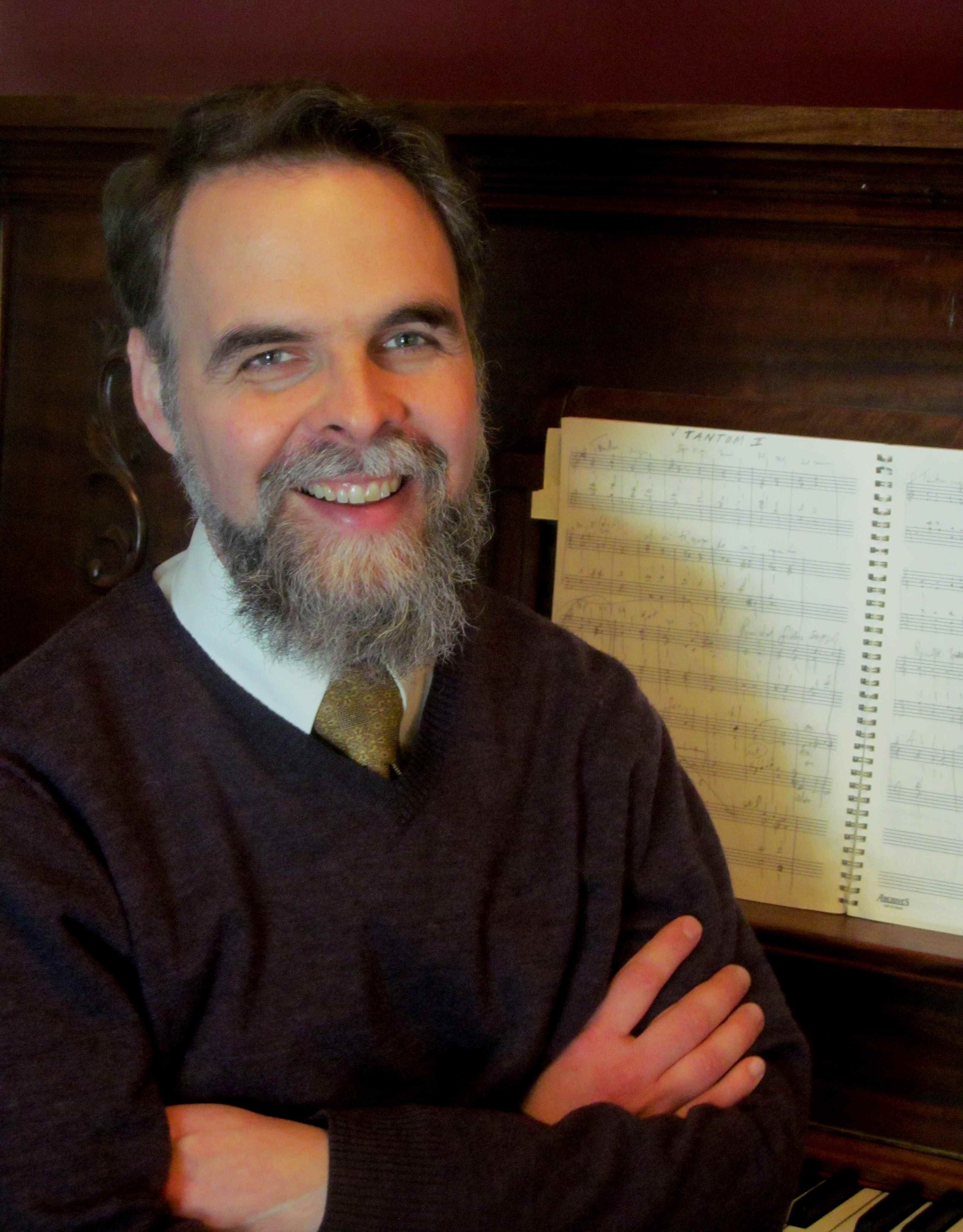
Peter Andrew Kwasniewski (2013)

Peter Andrew Kwasniewski (* 22. März 1971 in Chicago) ist ein US-amerikanischer Philosoph.

## Leben
Er wuchs in New Jersey auf. An der Delbarton School in Morristown erhielt er seine erste ernsthafte musikalische Ausbildung. Nach einem Jahr an der Georgetown University immatrikulierte sich Kwasniewski als Studienanfänger am Thomas Aquinas College, wo er 1994 seinen B.A. erhielt und dann an der Catholic University of America mit den Schwerpunkten Philosophie der Antike und Scholastik des Mittelalters studierte. 1996 schrieb er seine Masterarbeit in Philosophie über The Dialectic of Reason and Faith in Descartes’s Meditationes de prima philosophia und promovierte in der gleichen Disziplin im Jahr 2002 mit einer Dissertation über The Ecstasy of Love in Thomas Aquinas.
Er war von 1998 bis 2006 Assistenzprofessor für Philosophie am International Theological Institute und Dozent für Musik an der Franciscan University of Steubenville in Österreich. 2006 trat er dem Gründungsteam des Wyoming Catholic College bei, wo er als stellvertretender Dekan und Zulassungsdirektor sowie als Chorleiter und Professor für Theologie und Philosophie tätig war. Er unterrichtete auch Musik und Kunstgeschichte.
Am Ende des akademischen Jahres 2017/2018 verließ Kwasniewski das Wyoming Catholic College. Er nahm die Position eines Senior Fellow am St. Paul Center in Steubenville an und arbeitet derzeit als unabhängiger Schriftsteller, Herausgeber, Verleger und Gastdozent, der Vorträge zur traditionellen Liturgie der katholischen Kirche hält. Er ist Vorstandsmitglied und Stipendiat des Aquinas Institute in Green Bay, das die Opera Omnia von Thomas von Aquin herausgibt.

## Schriften (Auswahl)
- On Love and Charity. Readings from the Commentary on the Sentences of Peter Lombard. Washington, D.C. 2008, ISBN 0-8132-1525-0.
- Resurgent in the Midst of Crisis. Sacred Liturgy, the Traditional Latin Mass, and Renewal in the Church. Kettering 2015, ISBN 978-1-62138-088-7.
- Noble Beauty, Transcendent Holiness. Why the Modern Age Needs the Mass of Ages. Kettering 2017, ISBN 978-1-62138-285-0.
- Tradition and Sanity. Conversations & Dialogues of a Postconciliar Exile. Brooklyn 2018, ISBN 1-62138-418-7.
- Der alte und künftige Römische Ritus. Die Rückkehr der traditionellen Lateinischen Messe nach 70 Jahren des Exils. St. Stephani Verlags GmbH, Metten 2023, ISBN 978-3-9819326-7-6 (= Übersetzung von: The once and future Roman Rite.)